# 대야발
대야발(大野勃, ?~?)은 고구려 사람이자 발해의 왕족으로, 걸걸중상과 시씨의 아들이며 고왕 대조영(大祚榮)의 아우이다.

## 생애
발해 건국에 공을 세웠다는 것 외에 자세한 생애와 행적은 알려져 있지 않다. 시호 역시 미상이다. 협계 태씨, 영순 태씨, 밀양 대씨 세계상 2세이다. 그의 증손인 대인수(大仁秀)가 선왕이 되어 왕통을 계승했다.
작위와 시호, 역임 관직 모두 기록이 없어서 알 수 없다.

## 기타
아버지는 걸걸중상이고, 어머니의 이름은 사서에 전하지 않는다. 고왕 대조영의 아우이나 친아우인지, 이복 동생인지 여부는 알 수 없다. 선왕 대인수가 그의 4세손이라 하며, 일설에는 그의 현손이라는 설이 있다.
《환단고기》에 따르면, 그는 《환단고기》의 참조가 되는 서적 중 하나인 《단기고사》를 집필했다고 한다. 그러나 실전되었다. 환단고기 자체가 위서인 점을 미뤄보면 그가 단기고사를 썼을 가능성은 적은 편이다.

## 가계
- 아버지 : 걸걸중상(乞乞仲象)
  - 대야발
    - 아들 : 대원기(大元璣)
      - 손자 : 대광덕(大匡德)
        - 증손 : 선왕 대인수(宣王 大仁秀, 재위 : 818년~831년)[2]

    - 아들 : 대일하(大壹夏)

## 같이 보기
- 걸걸중상
- 대조영
- 안승
- 걸사비우
- 환단고기